# Logan Brown
Logan Brown (* 5. März 1998 in Raleigh, North Carolina) ist ein US-amerikanisch-kanadischer Eishockeyspieler, der seit März 2025 bei den Tampa Bay Lightning in der National Hockey League (NHL) unter Vertrag steht und bereits seit Oktober 2024 bei deren Farmteam spielt, den Syracuse Crunch aus der American Hockey League (AHL).

## Karriere
Logan Brown wurde in Raleigh geboren, als sein Vater Jeff dort für die Carolina Hurricanes aktiv war, und wuchs in der Folge in Chesterfield im Bundesstaat Missouri auf. In der Priority Selection der Ontario Hockey League (OHL) wurde er 2014 an sechster Position von den Niagara IceDogs ausgewählt, jedoch bereits wenig später im Tausch für sechs Draft-Wahlrechte an die Windsor Spitfires abgegeben. Für die Spitfires lief der Center fortan in der OHL auf und erzielte dabei in seiner ersten Saison 43 Scorerpunkte in 56 Spielen, sodass er ins Second All-Rookie Team der Liga gewählt wurde. Diese Leistung steigerte er im Folgejahr deutlich auf 74 Punkte, sodass er zum CHL Top Prospects Game eingeladen und wenig später im NHL Entry Draft 2016 an elfter Stelle von den Ottawa Senators berücksichtigt wurde.
Bei den Senators unterzeichnete Brown im August 2016 einen Einstiegsvertrag, kehrte jedoch vorerst nach Windsor zurück, wo er in der Spielzeit 2016/17 verletzungsbedingt nur 35 Partien absolvierte. Nach dem Ende der OHL-Saison waren die Spitfires allerdings Ausrichter des Memorial Cup 2017, den er mit seiner Mannschaft gewann. Zu Beginn der Saison 2017/18 debütierte der Angreifer für Ottawa in der National Hockey League (NHL) und kehrte nach vier Einsätzen in die OHL zurück. Dort wurde er im Januar 2018 im Rahmen eines größeren Tauschgeschäfts zu den Kitchener Rangers transferiert, mit denen er in den anschließenden Playoffs bis ins Conference-Finale vorstieß und dort den Sault Ste. Marie Greyhounds unterlag.
Seit Beginn der Saison 2018/19 kam Brown im regelmäßigen Wechsel zwischen NHL und dem Farmteam der Ottawa Senators, den Belleville Senators, in der American Hockey League (AHL) zum Einsatz. Im September 2021 wurde der Mittelstürmer gemeinsam mit einem konditionalen Viertrunden-Wahlrecht im NHL Entry Draft 2022 im Tausch für Zach Sanford an die St. Louis Blues abgegeben. In St. Louis war er anschließend zwei Jahre aktiv, ehe er sich im Juli 2023 als Free Agent den Tampa Bay Lightning anschloss. Dort allerdings verpasste er die gesamte Saison 2023/24 aufgrund einer Verletzung, ehe er im Oktober 2024 einen auf die AHL beschränkten Vertrag bei deren AHL-Kooperationspartner unterzeichnete, den Syracuse Crunch. Im März 2025 wiederum nahmen ihn die Lightning wieder unter Vertrag, bis zum Ende der Saison 2024/25.

### International
Brown, der die doppelte Staatsbürgerschaft besitzt, lief international zuerst für Kanada auf, so nahm er mit dem Team Canada Red an der World U-17 Hockey Challenge 2014 (November) teil. Auf U18-Niveau entschloss er sich allerdings, fortan die Vereinigten Staaten im IIHF-Bereich zu repräsentieren, sodass er kurzzeitig am USA Hockey National Team Development Program teilnahm und anschließend bei der U18-Weltmeisterschaft 2016 die Bronzemedaille gewann. Mit der U20-Nationalmannschaft der USA folgte eine weitere Bronzemedaille bei der U20-Weltmeisterschaft 2018.

## Erfolge und Auszeichnungen
- 2015 OHL Second All-Rookie Team
- 2016 Teilnahme am CHL Top Prospects Game
- 2017 Memorial-Cup-Gewinn mit den Windsor Spitfires

### International
- 2016 Bronzemedaille bei der U18-Weltmeisterschaft
- 2018 Bronzemedaille bei der U20-Weltmeisterschaft

## Karrierestatistik
Stand: Ende der Saison 2023/24

### International
| Vertrat Kanada bei: - World U-17 Hockey Challenge 2014 (November) | Vertrat die USA bei: - U18-Weltmeisterschaft 2016 - U20-Weltmeisterschaft 2018 |

(Legende zur Spielerstatistik: Sp oder GP = absolvierte Spiele; T oder G = erzielte Tore; V oder A = erzielte Assists; Pkt oder Pts = erzielte Scorerpunkte; SM oder PIM = erhaltene Strafminuten; +/− = Plus/Minus-Bilanz; PP = erzielte Überzahltore; SH = erzielte Unterzahltore; GW = erzielte Siegtore; 1 Play-downs/Relegation; Kursiv: Statistik nicht vollständig)

## Persönliches
Sein Vater Jeff Brown absolvierte insgesamt über 800 Spiele in der NHL und war anschließend als Trainer im Juniorenbereich tätig.